# Emilio Petiva
Emilio Petiva (Torí, 30 de gener de 1890 - Torí, 17 de setembre de 1980) va ser un ciclista italià, que fou professional entre 1910 i 1928, amb la interrupció obligada dels anys de la Primera Guerra Mundial. El seu germà Eduardo també fou ciclista professional.
En el seu palmarès destaca la victòria al Campionat d'Itàlia en ruta de 1910, la Coppa Placci de 1924 i 1925 i el Giro d'Umbria de 1926.

## Palmarès
- 1910
  -  Campió d'Itàlia en ruta
- 1920
  - 1r al Giro dels Alps Apuans
- 1924
  - 1r a la Coppa Placci
- 1925
  - 1r a la Coppa Placci
- 1926
  - 1r al Giro d'Umbria

### Resultats al Tour de França
- 1927. Abandona (4a etapa)

### Resultats al Giro d'Itàlia
- 1913. 15è de la classificació general
- 1920. 4t de la classificació general
- 1922. Abandona
- 1923. 8è de la classificació general
- 1925. Abandona
- 1928. 25è de la classificació general